# District de Toliara
Le district de Toliara est un district de la région d'Atsimo-Andrefana, composé de la seule ville de Toliara situé dans le sud-ouest de Madagascar.